# Duca di Leeds
Duca di Leeds era un titolo pari d'Inghilterra. È stato creato nel 1694 per lo statista di primo piano Thomas Osborne, I marchese di Carmarthen.
Il Ducato prende il nome da Leeds nello Yorkshire, e non (come talvolta affermato) dal castello di Leeds, nel Kent. La sede ducale principale era il castello di Hornby, nello Yorkshire.
Alla morte del VII duca di Leeds nel 1859, il ducato passò a suo cugino, il II barone Godolphin, il cui padre (il secondo figlio del V duca di Leeds) era stato creato barone Godolphin nel 1832. La Baronia di Godolphin e il Ducato rimasero uniti fino a quando si sono estinti con la morte del XII duca di Leeds nel 1964.

## Baronetti Osborne, di Kiveton (1620)
- Sir Edward Osborne, I baronetto (1596-1647)
- Sir Thomas Osborne, II baronetto (1632-1712); (creato visconte Osborne nel 1673, conte di Danby nel 1673, marchese di Carmarthen nel 1689 e duca di Leeds nel 1694)

## Duchi di Leeds (1694)
- Thomas Osborne, I duca di Leeds (1632-1712)
- Peregrine Osborne, II duca di Leeds (1659-1729)
- Peregrine Osborne, III duca di Leeds (1691-1731)
- Thomas Osborne, IV duca di Leeds (1713-1789)
- Francis Osborne, V duca di Leeds (1751-1799)
- George Osborne, VI duca di Leeds (1775-1838)
- Francis Osborne-D'Arcy, VII Duca di Leeds (1798-1859)
- George Osborne, VIII duca di Leeds (1802-1872)
- George Osborne, IX duca di Leeds (1828-1895)
- George Osborne, X duca di Leeds (1862-1927)
- John Osborne, XI duca di Leeds (1901-1963)
- Francis Osborne, XII duca di Leeds (1884-1964)